# Municipio de Lincoln (condado de Stafford)
El municipio de Lincoln (en inglés: Lincoln Township) es un municipio ubicado en el condado de Stafford en el estado estadounidense de Kansas. En el año 2010 tenía una población de 124 habitantes y una densidad poblacional de 1,34 personas por km².

## Geografía
El municipio de Lincoln se encuentra ubicado en las coordenadas 38°12′38″N 98°50′55″O / 38.21056, -98.84861. Según la Oficina del Censo de los Estados Unidos, el municipio tiene una superficie total de 92.48 km², de la cual 92,47 km² corresponden a tierra firme y (0,02 %) 0,02 km² es agua.

## Demografía
Según el censo de 2010, había 124 personas residiendo en el municipio de Lincoln. La densidad de población era de 1,34 hab./km². De los 124 habitantes, el municipio de Lincoln estaba compuesto por el 90,32 % blancos, el 5,65 % eran de otras razas y el 4,03 % eran de una mezcla de razas. Del total de la población el 14,52 % eran hispanos o latinos de cualquier raza.